# Кролл, Уильям
Не следует путать со звездой μ Цефея — «гранатовой звездой Гершеля».
Уильям Кролл (англ. William Kroll; 30 января 1901, Нью-Йорк — 10 марта 1980, Бостон) — американский скрипач, композитор и музыкальный педагог.
В 1911—1914 гг. учился в Берлинской Высшей школе музыки у Анри Марто, в 1917—1922 гг. — в Институте музыкального искусства у Франца Кнайзеля и Перси Гетшуса. В 1922—1934 гг. скрипач известного Элшуко-трио, затем играл в других камерных ансамблях, а в 1944—1969 гг. стоял во главе собственного струнного квартета. В конце 1960-х гг. обыкновенно выступал в дуэте с пианистом Артуром Бальзамом. Преподавал в Джульярдской школе (1922—1938), Консерватории Пибоди (1947—1965), Кливлендском институте музыки (1964—1967), а также в летней школе Тэнглвуд (с 1949 г.).
Среди сочинений Кролла преобладает камерная музыка — в том числе «Четыре характеристические пьесы для струнного квартета» (1935), «Четыре багатели для струнного квартета» (1943) и многочисленные пьесы для скрипки и фортепиано, среди которых наибольшей популярностью пользовалась пьеса «Банджо и скрипочка» (англ. Banjo and Fiddle; 1945), входившая в бисовый репертуар Яши Хейфеца.